# Stratton St Margaret
Stratton St Margaret est une paroisse civile du Wiltshire, en Angleterre.